# Gabriel Mendoza (voetballer)
Gabriel Rafael Mendoza (Graneros, 22 mei 1968) is een voormalig profvoetballer uit Chili, die gedurende zijn carrière speelde als verdediger.

## Clubcarrière
Mendoza speelde clubvoetbal in Chili, Mexico en China. Hij beëindigde zijn loopbaan in 2002 bij Santiago Morning.

## Interlandcarrière
Mendoza speelde 36 officiële interlands voor Chili, en scoorde één keer voor de nationale ploeg in de periode 1991-1997. Hij maakte zijn debuut in de vriendschappelijke thuiswedstrijd tegen Ecuador (3-1-overwinning) op 30 juni 1991 in Santiago. Mendoza nam met Chili deel aan drie opeenvolgende edities van de Copa América: 1991, 1993 en 1995.

## Erelijst
Colo-Colo
- Primera División

1991, 1993, 1996
- Copa Chile

1994, 1996
- CONMEBOL Libertadores

1991
- CONMEBOL Recopa

1991
- Copa Interamericana

1992